# 22 Brygada WOP

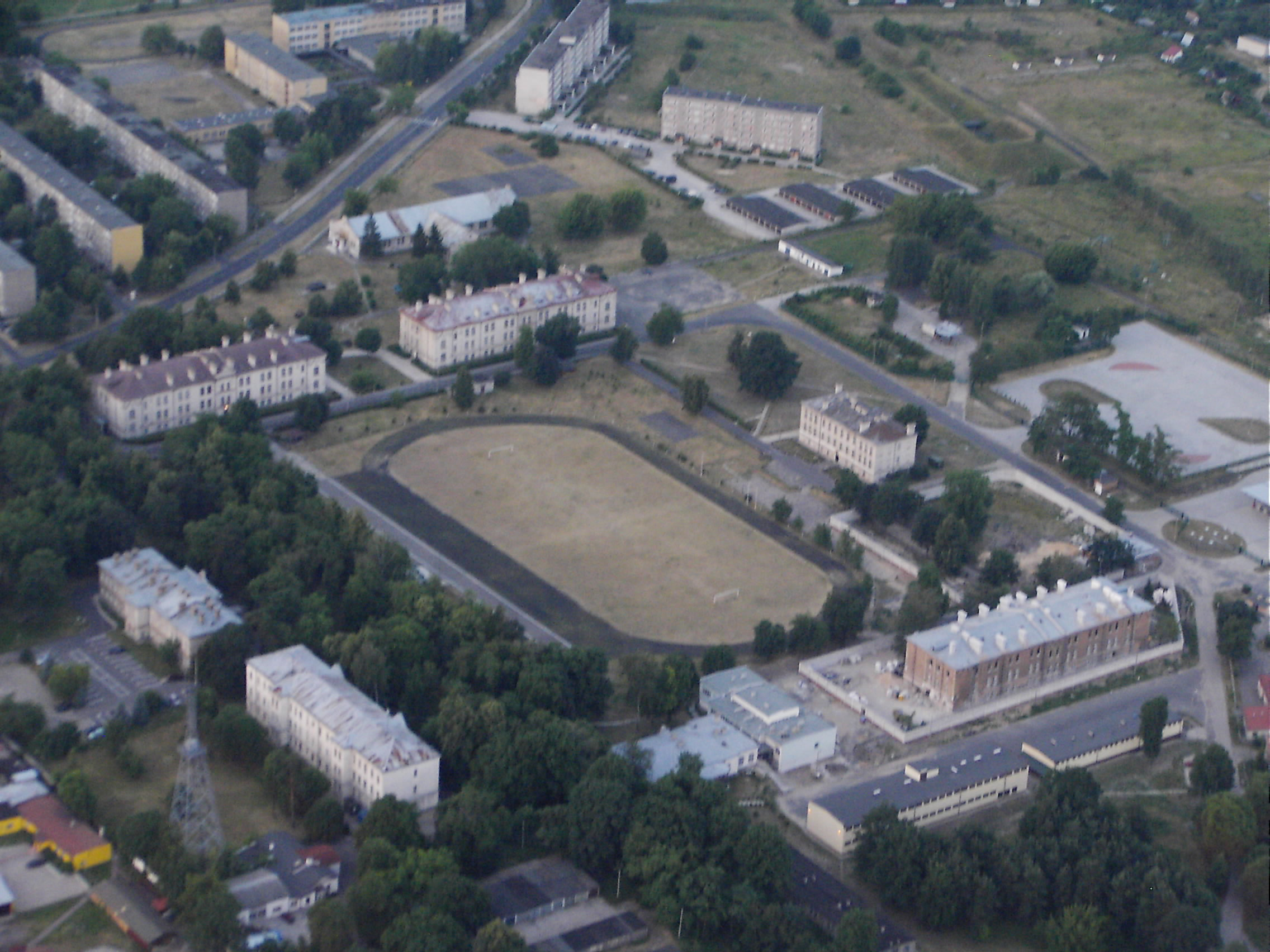
Koszary oddziału. Stan w 2012

22 Brygada Wojsk Ochrony Pogranicza – zlikwidowana brygada w strukturze organizacyjnej Wojsk Ochrony Pogranicza pełniąca służbę na granicy polsko-radzieckiej.

## Formowanie i zmiany organizacyjne
22 Brygada Ochrony Pogranicza JW 1777 została sformowana w 1 stycznia 1951 na bazie 11 Brygady Ochrony Pogranicza, na podstawie rozkazu MBP nr 043/org. z 3 czerwca 1950. Nowa numeracja batalionów i brygad weszła w życie 1 stycznia 1951. Sztab brygady stacjonował w Białymstoku.
Zgodnie z etatem czasu „P” nr 352/22, 1 listopada 1954 brygada liczyła 1366 żołnierzy, a etat czasu „W” nr 0352/198 przewidywał 2236 żołnierzy.
22 Brygada WOP została rozformowana w 1956. Na jej bazie powstała Grupa Manewrowa WOP Białystok i Samodzielny Oddział Zwiadowczy WOP Białystok.

## Struktura organizacyjna
W 1950:
- Dowództwo, sztab i pododdziały dowodzenia
- 221 batalion WOP – Gołdap
- 222 batalion WOP – Sejny
- 223 batalion WOP – Sokółka
- 224 batalion WOP – Michałowo
- 225 batalion WOP – Kleszczele.

## Dowódcy brygady
- ppłk Włodzimierz Baranowski (zastrzelił się)
- ppłk Ilia Sznajder
- Eugeniusz Dostojewski (4.05.1954–08.1955)
- ppłk Kazimierz Posyniak.

## Przekształcenia
6 Oddział Ochrony Pogranicza → 6 Białostocki Oddział WOP → 11 Brygada Ochrony Pogranicza → 22 Brygada WOP → Grupa Manewrowa WOP Białystok → Samodzielny Oddział Zwiadowczy WOP Białystok → 22 Oddział WOP → 22 Białostocki Oddział WOP → Podlasko-Mazurska Brygada WOP → Podlaski Oddział Straży Granicznej